# Farranula gibbula
Farranula gibbula – gatunek widłonoga z rodziny Corycaeidae. Opisał go w 1891 roku pruski zoolog Wilhelm Giesbrecht, nadając mu nazwę Corycaeus gibbulus.